# Агния (Толстая)
Агния (в миру Анна Андреевна Толстая; 19 (30) января 1793, Шуя — 19 (31) октября 1886, Осташков) — игуменья Осташковского Знаменского монастыря.

## Биография
Анна Андреевна Толстая родилась в городе Шуя Владимирской губернии. Её отец в 1810 году был вице-губернатором Тверской губернии, но вскоре ушёл в отставку по болезни. Анна вместе с семьёй переехала в деревню. Занималась уходом за престарелыми родителями. После их смерти переехала в Москву, где помогала воспитывать детей сестры.
В 1839 году она поступила послушницей в Христорождественский монастырь города Твери, где в 1844 году приняла монашество с именем Агния. В 1849 году по назначению архиепископа Тверского Гавриила (Розанова) заняла место игуменьи Знаменского монастыря в Осташкове.
В июне 1868 года в результате сильного пожара монастырь почти полностью выгорел. При поддержке жителей Осташкова и игуменьи Агнии монастырь стали восстанавливать. На время восстановительных работ она вместе с сёстрами было помещена в городском Благотворительном доме Савина. К 1873 году монастырь был полностью восстановлен.
В 1881 году по болезни и старости Агния оставила управление монастырём и перешла на покой.